# Sociedad Nórdica de Vexilología
La Sociedad Nórdica de Vexilología, cuyos nombres oficiales son:
- Nordiska Flaggsällskapet (sueco)
- Nordisk Flagselskab (danés)
- Nordisk Flaggselskap (noruego)
- Pohjoismaiden Lippuseura (finés)
- Norræna Fánafélagið (islandés)

es una institución sin ánimo de lucro creada con el fin de fomentar el estudio y desarrollo de la vexilología, o estudio de las banderas, en los países nórdicos (Dinamarca, Finlandia, Islandia, Noruega y Suecia). Se fundó el 27 de enero de 1973, y fue admitida en la Federación Internacional de Asociaciones Vexilológicas como miembro de pleno derecho el 14 de septiembre de 1973.

## Bandera
Su bandera es amarilla, con una cruz escandinava roja formada por los cabos de una driza.

## Publicaciones
Su publicación periódica se titula Nordisk Flaggkontakt.

## Actos
La sociedad organiza una reunión vexilológica de carácter anual en la actualidad, y también organizó el XX Congreso Internacional de Vexilología en 2003.

### Reuniones
| Año  | Ciudad       | País         |
| ---- | ------------ | ------------ |
| 1973 | Copenhague   | Dinamarca    |
| 1975 | Malmoe       | Suecia       |
| 1977 | Geilo        | Noruega      |
| 1979 | Ålsgårde     | Dinamarca    |
| 1980 | Karlshamn    | Suecia       |
| 1981 | Bergen       | Noruega      |
| 1982 | Ålsgårde     | Dinamarca    |
| 1983 | Estocolmo    | Suecia       |
| 1984 | Oslo         | Noruega      |
| 1985 | Kolding      | Dinamarca    |
| 1986 | Helsinki     | Finlandia    |
| 1987 | Gotemburgo   | Suecia       |
| 1989 | Copenhague   | Dinamarca    |
| 1990 | Tampere      | Finlandia    |
| 1991 | Nyköping     | Suecia       |
| 1992 | Oslo         | Noruega      |
| 1993 | Aalborg      | Dinamarca    |
| 1994 | Lund         | Suecia       |
| 1995 | Hämeenlinna  | Finlandia    |
| 1996 | Kristiansand | Noruega      |
| 1997 | Estocolmo    | Suecia       |
| 1998 | Copenhague   | Dinamarca    |
| 1999 | Dokkum       | Países Bajos |
| 2000 | Turku        | Finlandia    |
| 2001 | Lillehammer  | Noruega      |
| 2002 | Elsinor      | Dinamarca    |
| 2003 | Estocolmo    | Suecia       |
| 2004 | Mariehamn    | Åland        |
| 2005 | Oslo         | Noruega      |
| 2006 | Copenhague   | Dinamarca    |
| 2007 | Gotemburgo   | Suecia       |
| 2008 | Helsinki     | Finlandia    |
| 2009 | Moss         | Noruega      |
| 2010 | Copenhague   | Dinamarca    |
| 2011 | Estocolmo    | Suecia       |
| 2012 | Tampere      | Finlandia    |
| 2013 |              | Noruega      |
| 2014 | Copenhague   | Dinamarca    |
| 2015 | Estocolmo    | Suecia       |